# Mitterscheyern
Mitterscheyern ist ein Gemeindeteil der Gemeinde Scheyern im oberbayerischen Landkreis Pfaffenhofen an der Ilm.

## Geschichte
Die 1818 mit dem zweiten Gemeindeedikt begründete Gemeinde Mitterscheyern umfasste ein Gebiet von 5,76 km². Sie bestand aus dem Hauptort Mitterscheyern, Gneisdorf sowie die Einöden Daselmühle, Edenhub, Froschbach, Gummelsberg, Hammerschmiede, Öd und Voglried. Mitterscheyern wurde am 1. Januar 1972 in die Gemeinde Scheyern eingemeindet.

### Bürgermeister
- 1834–1837 Wolf Johann
- 1838–1853 Pfab
- nicht bekannt
- 1871–1873 Niedermayer
- 1874–1875 Meckl
- 1876–1886 Wolf
- nicht bekannt
- 1888–1929 Hoiss
- 1930–1933 Käser Max
- 1933–1945 Hoiss Sebastian
- 1970–1972 Reimer Rudolf[3]

### Einwohner
- 288 (1939)
- 391 (1946)
- 388 (1964)
- 732 (2006)